# Nawaf Al Abed
Nawaf Shaker Al-Abed (Riad, 26 de enero de 1990) es un futbolista saudí que juega en la demarcación de centrocampista para el Al-Qadisiyah F. C. de la Liga Príncipe Mohammad bin Salman.

## Selección nacional
Tras jugar con la selección de fútbol sub-23 de Arabia Saudita, finalmente el 11 de agosto de 2010 hizo su debut con la selección absoluta en un encuentro amistoso contra Togo que finalizó con un resultado de 1-0 a favor del combinado saudí tras el gol de Saud Kariri. Además disputó la Copa Asiática 2011, la Copa de Naciones del Golfo de 2014 y la Copa Asiática 2015. El 17 de mayo de 2018 fue elegido por el seleccionador Juan Antonio Pizzi para formar parte de la prelista de futbolistas que disputarían el Mundial de 2018.

### Goles internacionales
| # | Fecha                   | Estadio                                                 | Oponente               | Gol | Resultado | Competición                                          |
| - | ----------------------- | ------------------------------------------------------- | ---------------------- | --- | --------- | ---------------------------------------------------- |
| 1 | 19 de noviembre de 2014 | Estadio Rey Fahd, Riad, Arabia Saudita                  | Yemen                  | 1–0 | 1–0       | Copa de Naciones del Golfo de 2014                   |
| 2 | 23 de noviembre de 2014 | Estadio Rey Fahd, Riad, Arabia Saudita                  | Emiratos Árabes Unidos | 2–0 | 3–2       | Copa de Naciones del Golfo de 2014                   |
| 3 | 14 de enero de 2015     | Estadio Rectangular de Melbourne, Melbourne, Australia  | Corea del Norte        | 1-4 | 1-4       | Copa Asiática 2015                                   |
| 4 | 1 de septiembre de 2016 | Estadio Rey Fahd, Riad, Arabia Saudita                  | Tailandia              | 1–0 | 1–0       | Clasificación para la Copa Mundial de Fútbol de 2018 |
| 5 | 6 de septiembre de 2016 | Estadio Shah Alam, Shah Alam, Malasia                   | Irak                   | 1-1 | 1-2       | Clasificación para la Copa Mundial de Fútbol de 2018 |
| 6 | 6 de septiembre de 2016 | Estadio Shah Alam, Shah Alam, Malasia                   | Irak                   | 1-2 | 1-2       | Clasificación para la Copa Mundial de Fútbol de 2018 |
| 7 | 11 de octubre de 2016   | King Abdullah Sports City, Yeda, Arabia Saudita         | Emiratos Árabes Unidos | 2–0 | 3–0       | Clasificación para la Copa Mundial de Fútbol de 2018 |
| 8 | 29 de agosto de 2017    | Estadio Hazza bin Zayed, Al Ain, Emiratos Árabes Unidos | Emiratos Árabes Unidos | 0-1 | 2-1       | Clasificación para la Copa Mundial de Fútbol de 2018 |

## Clubes
| Club               | País           | Año       | Partidos | Goles |
| ------------------ | -------------- | --------- | -------- | ----- |
| Al-Hilal FC        | Arabia Saudita | 2009-2020 | 250      | 41    |
| Al-Shabab Club     | Arabia Saudita | 2020-2023 | 51       | 4     |
| Al-Qadisiyah F. C. | Arabia Saudita | 2024-     | 2        | 0     |